# Mistinguett
Mistinguett, nom artístic de Jeanne Florentine Bourgeois (Enghien-les-Bains, 5 d'abril del 1875 - Bougival, 5 de gener del 1956) va ser una cantant, actriu i vedet francesa.
Filla d'Antoine Bourgeois, llavors periodista de 30 anys i de Jeannette Debrée, cosidora de 21 anys. Jeanne Florentine Bourgeois va néixer al 5 rue du Chemin-de-Fer (avui carrer Gaston Israël) a Enghien-les. -Bains. La família que treballava com a portera es va traslladar a Soisy-sous-Montmorency, on va passar la seva infantesa. Després de prendre classes de dansa, teatre, cant i comportament amb l'actriu de vodevil Alice Ozy, va fer el seu debut artístic el 1885, tot buscant el seu encaix dins de l'espectacle. En el tren que la va portar a París per a les seves classes de violí amb Boussagol, l'Òpera de París, va conèixer Saint-Marcel, director de revisió, al Casino de París, que la va contractar per a l'alça de teló: el 5 de desembre de 1893 va pujar a l'escenari amb por escènica, cantant la seva ària La Môme du Casino. Busca la seva vocació, la seva veu i el seu nom artístic. Saint-Marcel li dona el sobrenom de "Miss Heylett" (inspirada en el nom de l'heroïna de Miss Helyett, la popular opereta de Maxime Boucheron i Edmond Audran aleshores exposada al Bouffes-Parisiens des de finals de 1890), després "Miss Tinguette" i finalment Mistinguett fins al final de la seva carrera. Cantà i interpretà en cafès concert com el Trianon-Concert o Eldorado. A partir del 1914 alternà obres de teatre, revistes i cinema, experiències que la portaran a esdevenir finalment la mítica Mistinguett. Segons un article publicat l'any 1939, el seu pseudònim de Miss Tinguette s'hauria inspirat a Saint-Marcel quan cantava l'aire de La Vertinguette, una de les seves cançons d'èxit del moment. Segons una entrevista publicada el 19127, el cantant hauria dit: “Un dia, vaig conèixer un "autor" que em va dir: "Tu, tens el gènere anglès, t'hauries de dir Miss... Tinc una cançó La Mistinguo. I és mentre canta: Ô la Mistinguo, Ô la Mistinguette! que em vaig convertir en Miss Tinguette, després en Mistinguett, curt com els meus cabells.»
Va entrar el 1894 al Trianon-Concert on va llançar Max, "Ah c'que t'es rigolo", però sense gaire èxit.
Del 1897 al 1907 va actuar a l'Eldorado com a cantant de còmics, com a "goma epilèptica", com a gigolette, i a poc a poc va anar descobrint l'art de sostenir l'escenari. Després d'haver après a compensar la seva insuficiència vocal amb una mica de comèdia, un mimetisme únic, una veu descarada i passos de ball, surt com una estrella. La gent comença a agradar-lo.

## Accés a la fama

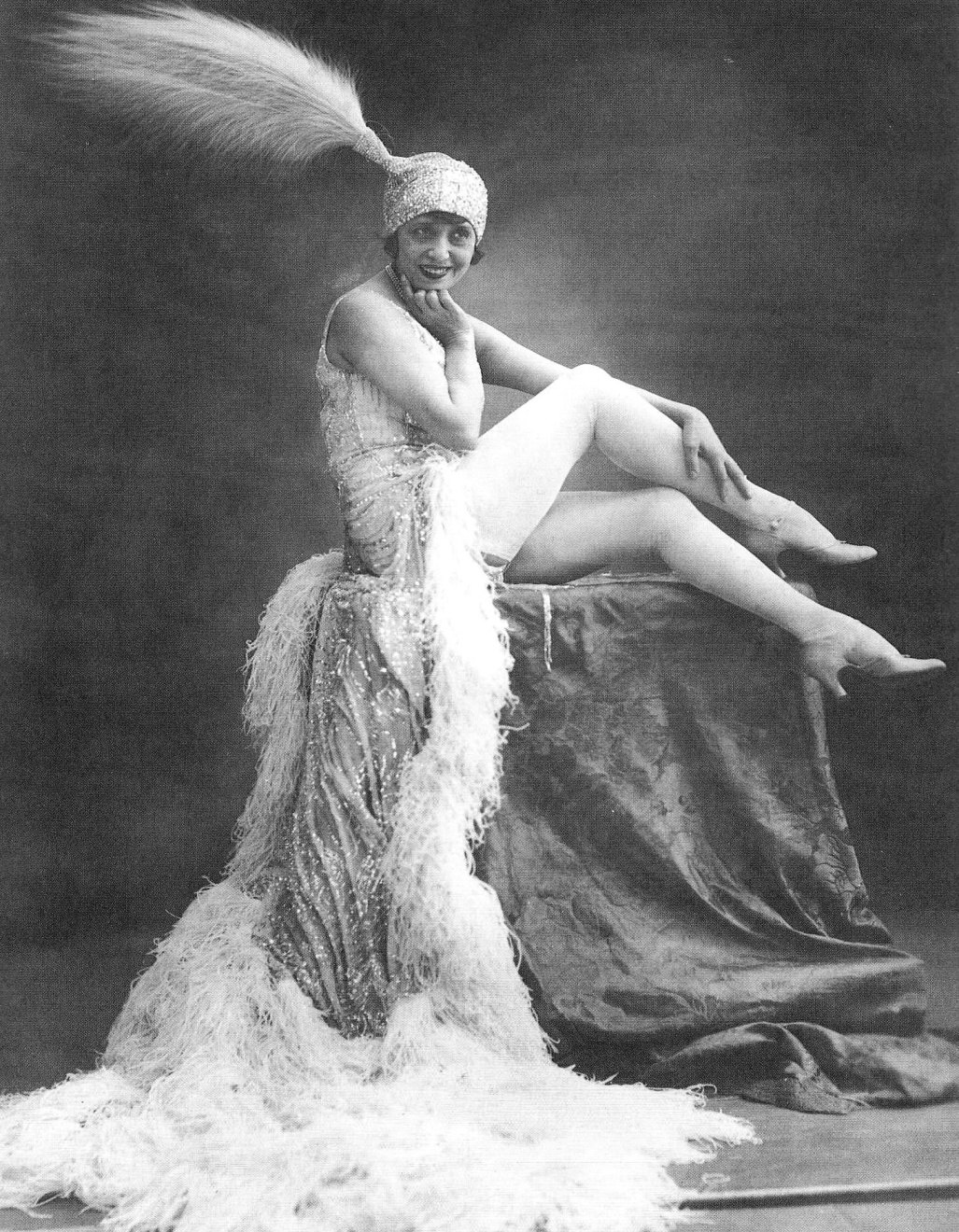
Mistinguett al Moulin Rouge el 1911

Després de la seva trobada amb Jacques-Charles (1882-1971) -considerat el "pare de la crítica moderna"- va debutar a l'escenari del Moulin-Rouge el 29 de juliol de 1907, a "La Revue de la Femme". Molt ràpidament, el seu talent surt a la llum. L'any següent Max Dearly la va triar com a parella per crear "La Valse balanceant", encara al Moulin-Rouge, i va ser un nou triomf. Mistinguett, nascuda en una família modesta, té un innegable sentit de la igualtat. Ella volia construir la seva vida i va dir 
| « | Els suburbis, qui en vol sortir. Vaig tenir un regal: la vida. Tota la resta queda per fer, per pensar. No em podia permetre el luxe de ser un animal preciós, havia de pensar en tot. | » |

 Després, a la revista "La Revue", va ser "La Valse" reversante amb Maurice Chevalier a les "Folies Bergère" l'any 1912, que va donar lloc a una història d'amor que va durar deu anys. La parella és sobrenomenada per la premsa els ballarins obsessius.
Es va acostar a la seva tia, que era matalassera a Montlignon, en comprar una casa, al mateix poble, on va donar a llum, el 8 de juliol de 1901, un fill il·legítim, Léopold-Marcel-Jean Bourgeois (mort el 1971). El pare, Léopold de Lima, reconeix el seu fill el 27 de març de 1903.
L'any 1908 va fer la seva primera pel·lícula "L'Empreinte ou la Main rouge" de Paul-Henry Burguet i, durant uns anys, va alternar obres de teatre, revistes i pel·lícules, experiències que la beneficiarien per esdevenir finalment la "Mistinguett" com la conèixer-la i com romandrà fins al final de la seva llarga carrera. Al cinema, fins al 1917, va aparèixer en nombroses pel·lícules mudes, treballant amb directors com Michel Carré, Albert Capellani, Georges Monca, Georges Denola, Henri Diamant-Berger, Augusto Genina o André Hugon.

## Espionatge durant la Gran Guerra
Quan va esclatar la Primera Guerra Mundial, Maurice Chevalier va ser ferit al front i fet presoner a Alemanya. Volent alliberar-lo, s'ofereix per fer el paper d'espia. Va oferir els seus serveis al general Gamelin i va ser autoritzada a circular lliurement per Europa: va recollir una gran quantitat d'informació del príncep alemany de Hohenlohe aleshores a Berna o del rei Víctor-Emmanuel III d'Itàlia. Va aconseguir alliberar el seu amant l'any 1916 gràcies a les seves relacions amb el rei d'Espanya Alfons XIII.
L'any 1918 va succeir a Gaby Deslys al Casino de París, sota la direcció de Léon Volterra, del qual va romandre l'estrella indiscutible fins al 1925. A la dècada de 1920, va encadenar operetes d'èxit: "Paris qui danse", "Paris qui jazz", "On the sly", "París que brilla!, això és París". Durant aquest període, amb successivament Harry Pilcer, Earl Leslie, Jean Gabin, Lino Carenzio, Georges Guétary, és la Miss de les grans revistes que faran córrer tot París.
A partir de 1916, es va enamorar d'un cartellista molt jove de 16 anys anomenat Charles Gesmar. Fins que va morir l'any 1928, va dissenyar una sèrie de cartells i vestits per a ella que la van fer famosa als anys 20. Va ser el seu confident fins al punt de viure al seu replà i la va anomenar "mare".

## Tours per Amèrica Llatina
El 1923, 1924 i 1925, va fer una gira per Amèrica del Sud amb la companyia Ba-Ta-Clan de Madame Rasimi. Ella i la seva parella i amant el coreògraf Earl Leslie arriben el 16 de juny de 1923 a Buenos Aires. Apareix amb Maurice Chevalier.
Va ser l'estrella del gran ball d'inauguració del Palau de Copacabana, a Rio de Janeiro, l'any 1923.
Esdevinguda una estrella nacional, canta "Ça c'est Paris" composta per Jose Padilla, "Monhomme" amb lletra d'Albert Willemetz, que també li va escriure nombroses cançons i crítiques per a les Folies Bergère i fins als Estats Units. Imatge típica de la Parisienne, va competir amb Joséphine Baker. El 1937 va fer el seu primer film sonor, "Rigolboche".

## Mort
Mistinguett va morir a principis de 1956 a Bougival —d'un ictus— als 80 anys. Està enterrada a Enghien-les-Bains la seva ciutat natal.
Conjuntament amb Maurice Chevalier, la Mistinguett ha esdevingut glòria nacional francesa.

## Galeria dels seus millors posters

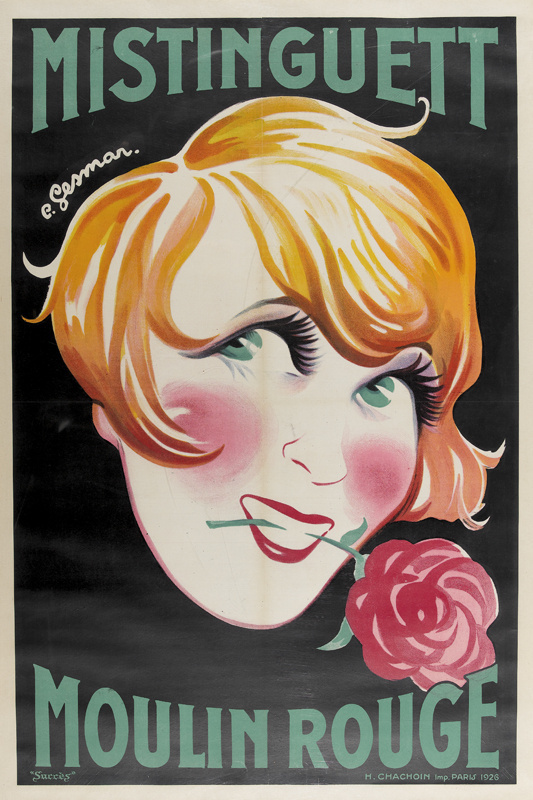

## Filmografia
| - 1908 : L'Empreinte ou la Main rouge de Paul-Henry Burguet - 1909 : Fleur de pavé de Michel Carré et Albert Capellani (300 m)[pertinence contestée] - 1909 : La Fiancée récalcitrante (réalisation anonyme) : Solange - 1909 : Un mari qui l'échappe belle (réalisation anonyme) - 1909 : L'Enlèvement de Mademoiselle Biffin de Marc Janin - 1909 : Ce bon docteur de Georges Monca: Mme Bistouri - 1909 : Rigadin et la jolie manucure de Georges Monca - 1910 : Acte de probité (réalisateur non identifié) : Alexandra Delbœuf - 1910 : La Doctoresse de Georges Monca (160 m) - 1910 : Les Timidités de Rigadin de Georges Monca (175 m) : la fiancée de Rigadin - 1910 : Le Clown et le Pacha neurasthénique de Georges Monca : la ballerine Miss Tinguett - 1910 : La Faute du notaire de Georges Denola (290 m) + scénariste - 1910 : Le Jupon de la voisine ou Le Monsieur au pourboire de Georges Monca - 1910 : Mimi Pinson / Mimi Pinson aime les roses blanches de Georges Monca - 1910 : Rigadin et Miss Margett de Georges Denola - 1910 : Une femme tenace de Georges Monca - 1910 : Zizi la bouquetière de Georges Denola - 1911 : Une petite femme bien douce de Georges Denola - 1911 : L'Abîme de Georges Denola - 1911 : Les Fiancés de Colombine de Georges Denola (155 m) : Colombine - 1911 : La Doctoresse (Rigadin et la Doctoresse) de Georges Monca - 1911 : Promenade d'amour de Georges Denola (105 m) - 1911 : L'Agence Alice ou la Sécurité des ménages de Georges Monca (185 m) : Alice - 1911 : L'Épouvante (ou Le Coucher d'une étoile) d'Albert Capellani (235 m) : la star de music-hall - 1911 : La Bonne à tout faire / La Servante de Georges Denola (235 m) : Jeanne - 1911 : La Cabotine de Georges Monca (210 m) - 1911 : La Célibataire (réalisation anonyme) (210 m) - 1911 : Les Deux Chemins (ou Les Deux Sœurs) d'Albert Capellani (290 m) : Rosa, la cadette - 1911 : Léocadie veut se faire mannequin (réalisation anonyme) (250 m) : Clorinde - 1911 : La Note de la blanchisseuse (ou Frisette, blanchisseuse de fin) de Georges Denola : Margot, la blanchisseuse - 1911 : La Ruse de Miss Plumcake (ou À qui l'héritière ?) de Georges Denola : Miss Plumcake - 1911 : Souris d'hôtel de Georges Denola (320 m) - 1911 : La Vagabonde d'Albert Capellani (265 m) - 1911 : La Fille des chiffonniers de Georges Monca | - 1912 : La Femme du barbier de Georges Monca (240 m) : Eudoxie - 1912 : Une enfant terrible (réalisation anonyme) - 1912 : L'Oubliée (réalisation anonyme) (250 m) : Anne-Marie - 1912 : Le Coup de foudre de Georges Monca (220 m) - 1912 : La Folle de Penmarch d'Albert Capellani ou Georges Denola (255 m) : Yvonne - 1912 : Bal costumé de Georges Monca (225 m), Mme Durozeau - 1912 : À bas les hommes de Maurice Le Forestier (185 m) - 1912 : La Vocation de Lolo de Georges Monca - 1912 : Le Parapluie (réalisation anonyme) (215 m) : Angèle - 1912 : Bal costumé de Georges Monca - 1912 : Une bougie récalcitrante de Georges Monca (115 m) - 1912 : La Glu d'Albert Capellani, dans le rôle de Fernande, dite « La Glu », adapté d'un roman de Jean Richepin - 1912 : La Valse renversante (Les Danseurs obsédants) de Georges Monca (165 m) : Mlle Zolo - 1913 : Les Misérables d'Albert Capellani - 1913 : La Moche de Georges Denola (770 m) - 1913 : La Glu d'Albert Capellani - 1914 : Bigorno et Gaëtan font bonne fortune de Roméo Bosetti - 1915 : La Double Blessure (La doppia ferita) d'Augusto Genina (1 300 m) - 1915 : Vanna «sous réserve» de Louis Paglieri - 1915 : Rigadin et Miss Margaret (Rigadin et Miss Marguett) de Georges Monca - 1915 : Chignon d'or d'André Hugon i Louis Paglieri (1 200 m): Mistinguett - 1916 : Sous la menace d'André Hugon (1 505 m) - 1916 : Fleur de Paris d'André Hugon i Louis Paglieri (1 100 m): Margot Panard i Mistinguett - 1917 : Ils y viennent tous au cinéma d'Henri Diamant-Berger (1 500 m) - 1917 : Mistinguett détective d'André Hugon i Louis Paglieri (1 235 m): Mistinguett - 1917 : Mistinguett détective 2 d'André Hugon i Louis Paglieri (978 m): Mistinguett - 1917 : Une soirée mondaine d'Henri Diamant-Berger - 1928 : L'Île d'amour (Bicchi) de Jean Durand i Berthe Dagmar: Mistinguett i els seus nois - 1929 : Comme une fleur, paroles et musique de Jean Lenoir. Anteriorment interpretat per Fréhel el 1927. - 1936 : Rigolboche de Christian-Jaque, pel·lícula estrenada el 1941 amb el títol de Reina de París: Lina Bourget - 1942 : Les Coulisses de la radio de Gaston Thierry Léo Giovanni, documental: Mistinguett - 1946 : Paris 1900 de Nicole Vedrès, film de muntatge: Mistinguett - 1955 : Carrousel des variétés (Carosello di varieta) d'Aldo Bonaldi i Aldo Quinti: Mistinguett |

## Guionista
- 1911: Une petite femme bien douce de Georges Denola.

## Teatre
- 1909: La Valse balancejant de Max Dearly, Théâtre des Variétés[22] amb també Damia, debutant.[23]
- 1909: L'ase de Buridan de Robert de Flers i Gaston de Caillavet, théâtre du Gymnase.
- 1911: Les Midinettes de Louis Artus, Théâtre des Variétés.
- 1912: Le Bonheur sous la main de Paul Gavault, Théâtre des Variétés.
- 1913: L'Institut de la Bellesa, comèdia en tres actes, d'Alfred Capus, Teatre de Varietats.

## Homenatges
- El compositor Jose Padilla ret homenatge a Mistinguett en diverses obres, entre les quals destaquen: Miss Tanguett i Le Tango de Miss, un tango acrobàtic ballat per ella mateixa.
- Dalida es refereix a Mistinguett en una de les seves cançons anomenada Comme dit Mistinguett (Jean-Jacques Debout). Aquesta cançó francesa també es coneix com C'est vrai.
- Es va col·locar una placa a l'edifici on havia viscut al número 24 del boulevard des Capucines al 9è districte de París.
- A Montpeller, un carreró s'ha anomenat Jeanne Bourgeois Dite Mistinguett.[24]
- L'any 2006, la ciutat d'Enghien-les-Bains va retre homenatge a Mistinguett.[25] S'organitzen múltiples festes que reuneixen múltiples formes d'expressió artística. Les activitats del festival inclouen la projecció de la pel·lícula Mistinguett: mon Enghien,[26] produïda per a l'ocasió pels arxius Gaumont Pathé i dirigida per Christian Lamet. Aquest documental inèdit format per arxius i documents rars també ha estat objecte d'un DVD d'edició limitada [ref. necessari].
- La seva cançó Il m'a vu nue es pot escoltar a la pel·lícula La Môme, estrenada l'any 2007.
- Charlène Duval proposa, al febrer de 2013, un nou espectacle íntegrament dedicat al repertori oblidat de Mistinguett a Mistinguett, I llavors això és tot!
- Albert Cohen va crear el 2014 un nou musical en homenatge a Mistinguett titulat Mistinguett, queen of the Roaring Twenties.

## Espectacles a Mistinguett
- 2001: Mistinguett, l'última crítica de Franklin Le Naour[27] i Jérôme Savary, amb Liliane Montevecchi, Jean-Marc Thibault i Ginette Garcin, dirigida per Jérôme Savary, Opéra-Comique.[28]
- 2014-2016: Mistinguett, Queen of the Roaring Twenties, espectacle musical d'Albert Cohen, Casino de París, Comèdia.